# Action directe (Terrororganisation)

Logo der Action directe

Die Action directe (AD) war eine linksextremistische Terrororganisation in Frankreich, die unter anderem für die Ermordung des Generals René Audran und von Renault-Chef Georges Besse verantwortlich war. Die Gruppe gründete sich 1979 und wurde 1987 zerschlagen. Ihre Selbstbezeichnung leitet sich von der Praxis der direkten Aktion ab.

## Geschichte

### Hintergrund
Ende der 1970er Jahre gab es in Frankreich drei Arten von Terrorismus: den separatistischen in der Bretagne, in Korsika und dem Baskenland, den nahöstlichen und den linksradikalen durch die Action directe (AD). Die AD ging hervor aus einem Zusammenschluss von Autonomen, Anarchisten und spanischen Emigranten, die vor dem Franco-Regime geflohen waren, nicht direkt aus der Studentenbewegung von 1968.

### Radikalisierung und Aktionen
Es wurden ähnlich radikale Töne wie in Italien (Rote Brigaden) und der Bundesrepublik Deutschland (Rote Armee Fraktion) angeschlagen, doch in Handlungen äußerte sich das propagierte Gewaltpotential erst später und auch nicht so ausgeprägt wie dort. Im Laufe der Jahre 1979 bis 1980 sorgte die AD mit nächtlichen Bombenanschlägen und Maschinengewehrsalven gegen Gebäude für Aufsehen. Ziel waren öffentliche Einrichtungen wie der Sitz der Gegenspionagebehörde DST, das Entwicklungshilfeministerium, die Gendarmerie oder das Verkehrsministerium. 1983 kam es zum ersten Mordanschlag.
Erst später radikalisierte sich die AD mit gezielten Attentaten auf René Audran 1985 und Georges Besse 1986. René Audran wurde am 25. Januar 1985 vor seinem Haus in La Celle-Saint-Cloud bei Paris erschossen. George Besse wurde am 17. November 1986 in Paris auf offener Straße erschossen. General Audran bekleidete eine hohe Position im französischen Verteidigungsministerium und war für etliche Waffenlieferungen an Saddam Hussein während des Ersten Golfkrieges zwischen dem Irak und dem Iran verantwortlich.
Der Sprengstoffanschlag auf die Rhein-Main Air Base 1985 wurde von der westdeutschen RAF und der Action directe gemeinsam verübt. Außerdem benannten sich Kommandos beider Gruppen nach Mitgliedern der jeweils anderen Organisation. Weitere Zusammenarbeit beider Gruppen ist nicht nachgewiesen. Jedoch waren die Kontakte der RAF zur Action directe wahrscheinlich intensiver als zu allen anderen Gruppen. Am 15. Januar 1986 veröffentlichten die RAF und die AD ein gemeinsames ideologisches Dokument: Die wesentlichen Aufgaben der kommunistischen Guerilla in Westeuropa.
Als die Gruppe Anfang der 1980er Jahre erstmals öffentlich in Aktion trat, reagierten die sozialistische Regierung sowie Präsident François Mitterrand zunächst relativ zurückhaltend: Anders als in der Bundesrepublik Deutschland sahen weder die politischen Eliten noch die Öffentlichkeit die staatliche Ordnung durch terroristische Gruppierungen unmittelbar gefährdet. Außerdem nahm Frankreich damals in Italien verfolgte Linke auf, um sie vor staatlicher Verfolgung zu schützen. All dies führte dazu, dass anarchistische und andere linksgerichtete Häftlinge im Herbst 1981 von einer Amnestie profitierten und freikamen, darunter Jean-Marc Rouillan, einer der Anführer von Action directe.
Als jedoch ab den Jahren 1983/84 Action-directe-Kommandos für erste Todesopfer verantwortlich waren, ging vor allem die Öffentlichkeit auf Distanz: Die großen linksliberalen Tageszeitungen wie Le Monde und Libération verurteilten die Action directe und kritisierten den fehlenden Bezug zur Arbeiterklasse, in deren Namen die Gruppe angeblich agierte. Nach den Morden an René Audran im Januar 1985 und Renault-Chef Georges Besse im November 1986 gab auch der Staat seine bisherige Haltung gegenüber der Action directe auf: Die Polizei schrieb die Führungsgruppe um Jean-Marc Rouillan und Nathalie Ménigon zur Fahndung aus.

### Schlag gegen die Kerngruppe
Wenige Monate später gelang ein wesentlicher Schlag gegen die Action directe: Am 21. Februar 1987 wurden die Gründer der Gruppe, neben Rouillan und Ménigon auch Régis Schleicher, Joëlle Aubron und Georges Cipriani auf einem Bauernhof nahe Orléans festgenommen, und die Action directe zerfiel.
Am 27. November 1987 wurde Max Frérot in Lyon verhaftet.  Er wurde später wegen diverser terroristischer Straftaten zu lebenslanger Haft verurteilt. Am 12. Juni 2007 erhielt Frérot nach einem jahrelangen Prozess 12.000 € Entschädigung zugesprochen, weil er in der Haft mehrfach erniedrigend behandelt wurde.

### Haftaktionen und -bedingungen
Ein Hungerstreik der Gefangenen wurde Ende Januar 2001 abgebrochen. Rouillan wurde in ein Gefängnis in der Nähe seiner Angehörigen verlegt, Ménigon und Cipriani erhielten medizinische Hilfe für die Folgen der Langzeitisolation. Von Seiten der Unterstützer und Gefangenen wurde dieser Hungerstreik als Teilerfolg bewertet. 2004 wurde Aubron aus gesundheitlichen Gründen aus der Haft entlassen, sie starb 2006 an Krebs. Im selben Jahr beantragten die restlichen Häftlinge nach Verbüßung einer Mindeststrafe von 18 Jahren eine Freilassung auf Bewährung. Sie wurde ihnen jedoch wegen fehlender Reue verweigert. Am 2. August 2008 wurde Ménigon entlassen. Zwei Jahre später kamen Frérot und Schleicher frei. Cipriani erhielt 2010 eine Erleichterung der Haftbedingungen, die es ihm ermöglichte, das Gefängnis stundenweise zu verlassen. Nachdem Cipriani 2011 entlassen worden war, erlangte 2012 auch Rouillan die Freiheit.

## Sympathisanten in Deutschland
In Deutschland wurden 1988 in Bekennerschreiben die Brandanschläge auf das Franz-Heinrich-Ulrich-Haus (Kronberg/Ts.) und die Niederlassung der Firma Renault-Landmaschinen in Rosbach vor der Höhe als Unterstützung der Action directe bezeichnet.